# Robert Gagné
Robert Mills Gagné (* 21. August 1916 in North Andover, Massachusetts; † 28. April 2002 in Signal Mountain (Tennessee)) war ein US-amerikanischer experimenteller Psychologe und Pädagoge.
Gagné studierte Psychologie an der Yale University und wurde zuerst Lehrer an einem Mädchencollege. Er promovierte 1940 in experimenteller Psychologie an der Brown University. Nach dem Kriegsdienst im Zweiten Weltkrieg als Second Lieutenant, als er Piloten in Eignungstests auszusuchen half, wurde er wieder Lehrer und ging dann zur US-Luftwaffe als Forschungsleiter am Air Force Personnel and Training Research Center. Er lehrte seit 1958 an der Princeton University,  seit 1969 an der Florida State University und galt in den USA über mehrere Jahrzehnte als eine der maßgeblichen Persönlichkeiten im Bereich der Pädagogischen Psychologie (Educational Psychology) und Didaktik. Er begründete das „Instructional Design“ (Didaktisches Design) für die Unterrichtsplanung.
In den 1970er Jahren arbeitete er in einer Reihe von Projekten für das US-amerikanische Militär und wirkte so an der Entwicklung des Instructional Systems Design (ISD) - Ansatzes zur Planung komplexer Unterrichtssysteme mit. Ebenso war er als ein Pionier in der Anwendung von computergestützten Lernverfahren (CBT) beteiligt.

## Theorien

### Acht Lernarten/-typen
Gagné unterschied 1965 in Conditions of Learning acht verschiedene Lernprozesse, die hierarchisch höher steigen:
- Signallernen: Klassische Konditionierung (Speichelreflex)
- Reiz-Reaktions-Lernen: Operante Konditionierung
- Lernen motorischer Ketten: Kettenbildung motorischer Vorgänge (z. B. Zähneputzen)
- Lernen sprachlicher Assoziationen: Kettenbildung sprachlicher Elemente (z. B. Zählen)
- Lernen multipler Diskrimination: Unterscheidung sehr ähnlicher Elemente und Ketten (zwei Fremdsprachen)
- Begriffslernen: Klassifikation von Dingen durch Begriffe
- Regellernen: Wissen von Begriffsketten
- Problemlösen: Anwenden von Regeln auf Probleme

Diese Lernarten, die ersten vier im Reiz-Reaktions-Modell, die letzten vier kognitiv, sind hierarchisch organisiert, insofern als jede Kategorie auf der vorhergehenden aufbaut.

### Nine Events
Sein Modell der „Nine Events of Instruction“ (1965) gehört zu den bekanntesten Ansätzen zur Unterrichtsplanung und ist fester Bestandteil der Lehrerbildung in den USA. Diese neun „Unterrichtsereignisse“ sind:
1. gain attention - Aufmerksamkeit wecken
2. Inform learner of objectives - Lernziele verdeutlichen
3. Stimulate recall of prior learning - Vorwissen aktivieren
4. Present stimulus material - Lernmaterial zur Verfügung stellen
5. Provide learner guidance - Lernanleitungen geben
6. Elicit performance - Verhalten ausführen lassen
7. Provide feedback - Rückmeldung geben
8. Assess performance - Leistung beurteilen
9. Enhance retention transfer - Transfer fördern

## Werke
- The Conditions of Learning (1965, zahlreiche Neuauflagen). Die Bedingung des menschlichen Lernens, Reprint 2011 nach der 3. amerik. Auflage 1977 ISBN 978-3830925842
- Principles of Instructional Design (1974, zahlreiche Neuauflagen).

## Einzelbelege
1. ↑  Stangl: Lernarten nach Gagné. Abgerufen am 10. August 2020.

| Personendaten    | Personendaten                             |
| ---------------- | ----------------------------------------- |
| NAME             | Gagné, Robert                             |
| ALTERNATIVNAMEN  | Gagné, Robert Mills                       |
| KURZBESCHREIBUNG | US-amerikanischer Psychologe und Pädagoge |
| GEBURTSDATUM     | 21. August 1916                           |
| GEBURTSORT       | North Andover (Massachusetts)             |
| STERBEDATUM      | 28. April 2002                            |
| STERBEORT        | Signal Mountain (Tennessee)               |